# Julius von Pflug
Julius von Pflug ou Julius Pflug (on trouve aussi Julius von Pflugk), né en 1499 à Eythra au sud de Leipzig et mort le 3 septembre 1564 à Zeitz, est un homme d'église allemand, dernier évêque catholique du diocèse de Naumbourg de 1542 à sa mort.

## Biographie

### Famille et formation
Julius von Pflug est issu d'une famille noble de chevaliers, au service des ducs de Saxe (son père César est un des conseillers du duc Georges de Saxe dit "le Barbu") et des Habsbourg. Fils cadet, il est destiné à une carrière ecclésiastique. En 1510, à l'âge de onze ans, Julius entre à l'Université de Leipzig ; il y est l'élève des humanistes Richard Croke et Peter Schade dit Pierre Mosellanus, . En 1514, Julius est nommé par le duc de Saxe chanoine domiciliaire au chapitre de la cathédrale de Meissen. En 1517, sur la recommandation de Mosellanus, il part étudier à l'Université de Bologne, où il suit les cours de Romulus Amaseus jusqu'en 1521 ; il termine avec succès ses études avec l'obtention de sa licence en droit. 

### Carrière
Julius von Pflug était revenu en 1519 à Leipzig pour recevoir le canonicat de Meissen, avant de finir ses études en Italie ; rentré en Allemagne, il entre au conseil du duc de Saxe en 1531 et est nommé prévôt de Zeitz en 1523. Il retourne en Italie de 1528 à 1530, à Rome où il a pour professeur Lazaro Buonamico ; il assiste en février 1530 au couronnement de Charles Quint. En 1530, Pflug accompagne le duc Georges à la Diète à Augsbourg ; en 1531, il est chanoine au chapitre de la cathédrale de Mayence ; de 1532 à 1537, il réside à Zeitz, tout en participant à la plupart des conférences et rencontres ecclésiastiques entre catholiques et luthériens. En 1537, il est nommé doyen du chapitre de Meissen, et s'installe dans cette ville ; en 1539, il entre au conseil du cardinal Albert de Brandebourg. En avril 1539, le nouveau duc de Saxe Henri IV de Saxe, dit "le Pieux", qui succède à son frère, instaure dans le duché le protestantisme comme religion d'état ; Pflug et Georg Witzel sont chargés par l'évêque de Meissen de lui remettre une note de protestation (Eine gemeinschaftliche Lehre von vier Artikeln, die einen jeden Christen zu wissen vonnöthen), sans effet. En avril 1541 Pflug représente le parti catholique lors de la Dispute de Ratisbonne, où il débat avec les théologiens Jean Eck et Johann Gropper.

### Évêque de Naumburg
Pflug est nommé en 1540 chanoine de la cathédrale de Naumburg ; et en 1541, le chapitre de la cathédrale l'élit comme nouvel évêque. L'électeur de Saxe, Jean-Frédéric Ier de Saxe, protecteur de l'évêché et de Luther, voit dans ce choix  non seulement un affront politique, mais aussi un affront personnel ; il nomme à son tour comme évêque de Naumburg le théologien et prédicateur protestant Nicolaus von Amsdorf, qui y installe le culte luthérien.
Le conflit, d'autant plus grave que l'évêché de Naumburg relevait pour les possessions temporelles de l'Empire, donc de Charles Quint, dure jusqu'en 1547. Julius von Pflug, qui s'est installé à Mayence dont il est chanoine, défend sa cause devant plusieurs diètes d'Empire. C'est la victoire de Charles Quint à la bataille de Muehlberg lors de la guerre de Smalkalde en avril 1547, qui permet à Pflug de prendre possession de son siège épiscopal. Mais à cette date la majeure partie de son diocèse était devenue luthérienne.
Julius von Pflug ne prend aucune mesure drastique et s'efforce de rétablir l'autorité de l'Église catholique, sans recourir à la force. Dans un diocèse en grande partie protestant, où un seul prêtre était resté célibataire, il demande au pape d'autoriser les prêtres de son diocèse à se marier et à donner la communion sous les deux espèces ; la première demande est rejetée, la seconde sera acceptée par Pie IV en avril 1564, quelques mois avant la mort de Pflug. Il agit avec une telle prudence que le théologien Josef Hergenröther et l'historien Ludwig Pastor l'ont même accusé de crypto-calvinisme.
Julius von Pflug est l'un des rédacteurs qui élaborent l'Intérim d'Augsbourg du 15 mai 1548, à la demande de l'empereur Charles Quint : le texte décrète le retour des protestants à des croyances et des pratiques proches du catholicisme, moyennant quelques compensations, telles que le droit de mariage des prêtres et ce pour un temps limité - d'où le nom de ce décret -, en attendant les conclusions du Concile de Trente. L'Intérim ne satisfait aucune de deux parties ; les troubles continuent , et en 1555 est signée la paix d'Augsbourg, qui consacre le pouvoir impérial et reconnaît les deux religions, catholicisme et luthéranisme, dans tout l'Empire.
Il préside en 1557, à la demande de l'empereur Ferdinand Ier le second colloque de Worms entre protestants et catholiques, demandé par la diète de Ratisbonne, qui réunit du 11 septembre et 8 décembre cinquante participants.
Julius Pflug meurt à 65 ans le 3 septembre 1564 à Zeitz et est enterré dans la cathédrale de Zeitz. Il est le dernier évêque du diocèse. sa principauté ecclésiastique est à sa mort intégrée dans l'électorat de Saxe.

#### Édition de la correspondance de Pflug
- Julius Pflug. Correspondance, éditée avec introduction et notes par Jacques V. Pollet, Leyde, Brill, 1969-1982, 6 vol. Tome 1 : 1510-1539 ; tome 2 : 1539-1547 ; tome 3 : L'épiscopat. I. 1548-juillet 1553 ; tome 4 : L'épiscopat. II. Juillet 1553-septembre 1564 ; tome 5 : Supplément ; tome 6 : Julius Pflug et l'Allemagne du XVIe siècle.

#### Études
- (de) Adolf Brecher (de), « Pflugk, Julius », dans Allgemeine Deutsche Biographie (ADB), vol. 25, Leipzig, Duncker & Humblot, 1887, p. 688-691
- (de) Otfried Müller, « Bischof Julius Pflug von Naumburg-Zeitz in seinem Bemühen um die Einheit der Kirche », dans Beiträge zur Geschichte des Erzbistums Magdeburg, éd. Franz Schrader, Leipzig, 1968, p. 155–178.
- (fr) Jacques V. Pollet, Julius Pflug (1499-1564) et la crise religieuse dans l'Allemagne du XVIe siècle, Brill, 1990  (ISBN 90-04-09241-2) Lire en ligne.
- (de) Werner Raupp, « Julius von Pflug », dans Biographisch-Bibliographisches Kirchenlexikon (BBKL), Bautz, Herzberg, 1999, vol. 15, p. 1156–1161.
- (de) Heinz Wießner, « Das Bistum Naumburg 1 – Die Diözese 2 », dans Germania Sacra, NF 35,2, Die Bistümer der Kirchenprovinz Magdeburg, Berlin et New York, 1998, p. 986–1005 Lire en ligne.
- (de) Corinna Wandt, Die Schreibsprache des Julius Pflug im Konfessionsstreit : Schreibsprachanalyse und ein edierter Dialog, Berlin, Akademie Verlag, 2012, 578 p.  (ISBN 978-3-05-005704-0).
- (de) Dialog der Konfessionen : Bischof Julius Pflug und die Reformation, catalogue d'exposition, Zeitz, Museum Schloss Moritzburg, 5 juin- 1er novembre 2017 ; Petersberg, Michael Imhof Verlag, 2017, 525 p.  (ISBN 978-3-7319-0413-7).